# Lamprozela
Lamprozela is een geslacht van vlinders van de familie Heliozelidae.

## Soorten
- L. desmophanes (Meyrick, 1922)
- L. metadesmia (Meyrick, 1934)